# Чёрно-белая любовь
«Чёрно-белая любовь» (тур. Siyah Beyaz Aşk) — телевизионный турецкий сериал.

## Сюжет
Аслы (Бирдже Акалай) — врач, посвятивший жизнь лечению людей, спасающий их из лап смерти. А Ферхат (Ибрагим Челиккол) — наоборот, тот кто может отнять жизнь человека, не моргнув и глазом. Он — хладнокровный убийца, постоянно выполняющий грязные дела своего дяди Намыка (Мухаммет Узунер). И вот однажды пересекаются пути Ферхата и Аслы, людей из противоположных миров, совершенно разных, отличающихся, как чёрное и белое.
Аслы привозят в один загородный дом, чтобы она вылечила раненого мужчину. Там девушка случайно становится свидетельницей убийства. Теперь она тоже должна умереть! Такой приговор выносит Намык, являющийся дядей Ферхата. Но у Ферхата рука не поднимается убить её, поэтому он предоставляет Аслы шанс, но у него есть условия. И эти условия навсегда изменят жизни Ферхата и Аслы…

## В ролях
- Ибрагим Челиккол — Ферхат Аслан, убийца и преступник
- Бирдже Акалай — Аслы Чинар, талантливый нейрохирург
- Мухаммет Узунер — Намык Эмирхан, дядя Ферхата
- Арзу Гамзу Кылынч — Йетер Аслан, мать Ферхата
- Эдже Диздар — Идиль Яман, помощница Намыка
- Дениз Джелилоглу — Йигит Аслан, младший брат Ферхата
- Озлем Зейнеп Динсель — Вильдан Кочак, дочь Хандан, жена Джунейта
- Джахит Гок — Джунейт Кочак, муж Вильдан, помощник Ферхата
- Угур Аслан — Джем Чинар, старший брат Аслы, полицейский
- Синем Унсал — Гюльсюм Аслан, младшая сестра Ферхата
- Кадрие Кентер — Хандан Адаклы, сестра Намыка
- Бурджу Туна — Суна Аслан, жена Йигита
- Тимур Олкебаш — Абедин Адаклы, сын Хандан, друг и помощник Ферхата
- Фатих Топчуоглу — Молчун, охранник в доме Эмирхан, помощник Ферхата
- Бурджу Джаврар — Хюлья, горничная в доме Эмирхан
- Батухан Давутоглу — Озгюр Аслан, сын Йигита
- Озгюль Сагдыч — лучшая подруга и коллега Аслы
- Селин Кесеоглу — Джулиде, племянница Аслы

## Трансляция
В России транслировался на телеканале «Домашний» в 2021 году.